# گانگسا

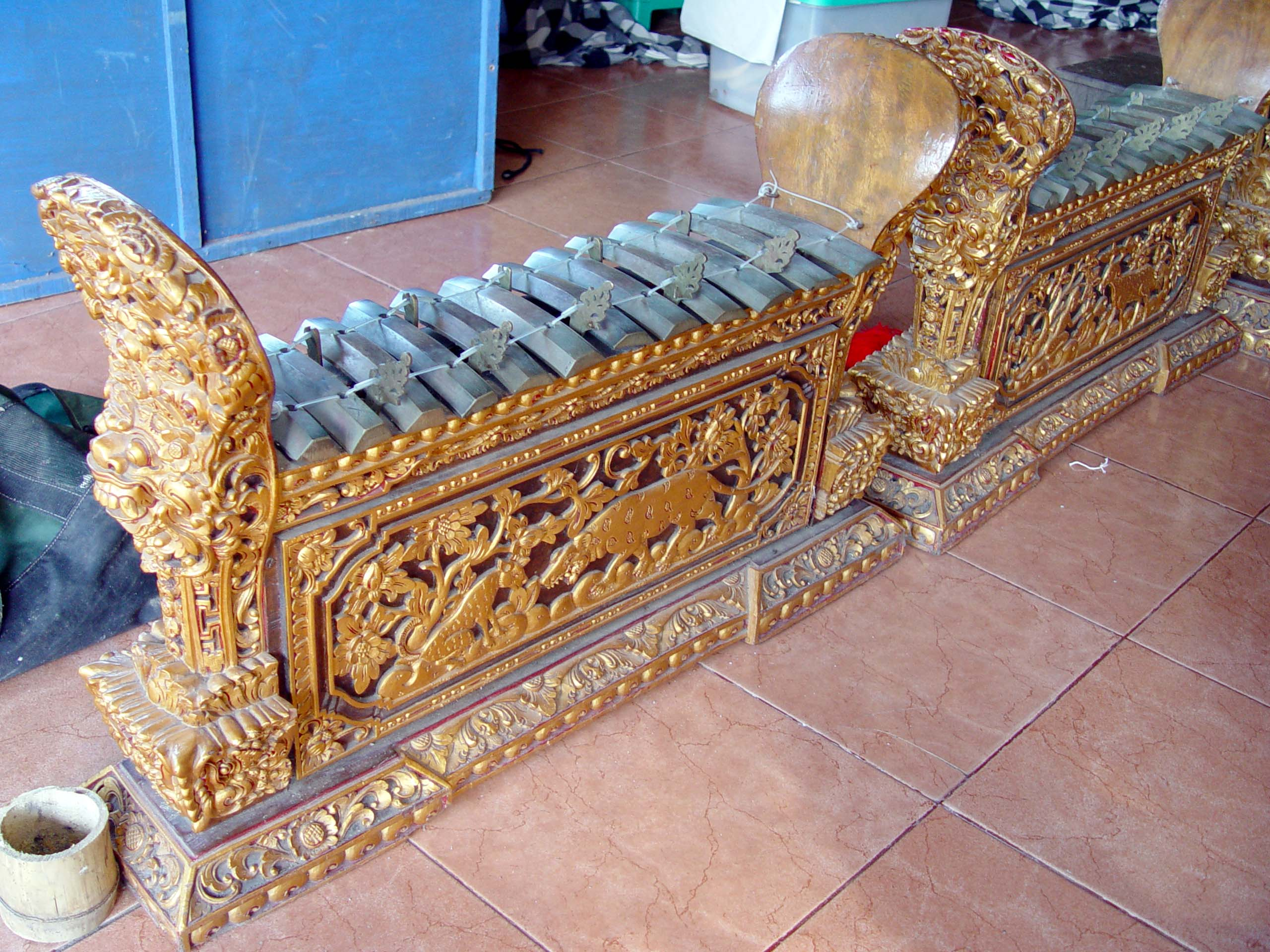
گانگسا.

گانْگْسا گونه‌ای ساز فلزی است که در موسیقی هم‌نوازی جزایر بالی و جاوه اندونزی به‌کار می‌رود. این گونه موسیقی هم‌نوازی، گامِلان نام دارد.
گانگسا از چندین میله پهن تشکیل شده که کوک و تنظیم شده‌اند و با چکشی چوبی بر آن‌ها کوبیده می‌شود.
ساز گانگسا همانندی زیادی با سازهای گندر و سارون دارد.